# Плимут Тауншип (Мичиген)
Плимут Тауншип (енгл. Plymouth Township) град је у америчкој савезној држави Мичиген.

## Демографија
По попису из 2000. године број становника је 27.798.
| Група             | 2000.          | 2010.    |
| Белци             | 25.365 (91,2%) | 0 (0,0%) |
| Афроамериканци    | 822 (3,0%)     | 0 (0,0%) |
| Азијати           | 759 (2,7%)     | 0 (0,0%) |
| Хиспаноамериканци | 455 (1,6%)     | 0 (0,0%) |
| Укупно            | 27.798         | 0        |